# Gaden ved Floden
Gaden ved Floden er en amerikansk stumfilm fra 1921 af D. W. Griffith.

## Medvirkende
- Carol Dempster som Gypsy Fair
- Charles Emmett Mack som Billy McFadden
- Ralph Graves som James Spike McFadden
- Edward Peil Sr. som Swan Way
- Tyrone Power Sr.
- Morgan Wallace
- William J. Ferguson